# I/O 컨트롤러 허브
I/O 컨트롤러 허브(I/O Controller Hub, ICH)는 중앙 처리 장치와 메인보드(특히 인텔 허브 아키텍처 기반 인텔 칩셋) 간 데이터 통신 관리에 사용되는 인텔 사우스브리지 마이크로칩 계열이다. 두 번째 지원 칩 노스브리지와 짝을 이루도록 설계되었다. 다른 사우스브리지와 같이 ICH는 주변 장치들을 연결하고 제어하기 위해 사용된다.
CPU 속도가 CPU와 지원 칩셋 간 데이터 전송을 증가시킴에 따라 지원 칩셋은 궁극적으로 프로세서와 메인보드 간 병목현상으로 등장하게 되었다. 이에 따라 인텔 5 시리즈를 기점으로 새 아키텍처가 사용되면서 전통적인 노스 및 사우스브리지 칩들의 일부 기능들을 CPU 자체에 통합하게 되었고 기존 기능들은 단일 플랫폼 컨트롤러 허브(PCH)로 통합되었다. 이 구성은 전통적인 2개 칩 구성을 대체하게 된다.

## ICH

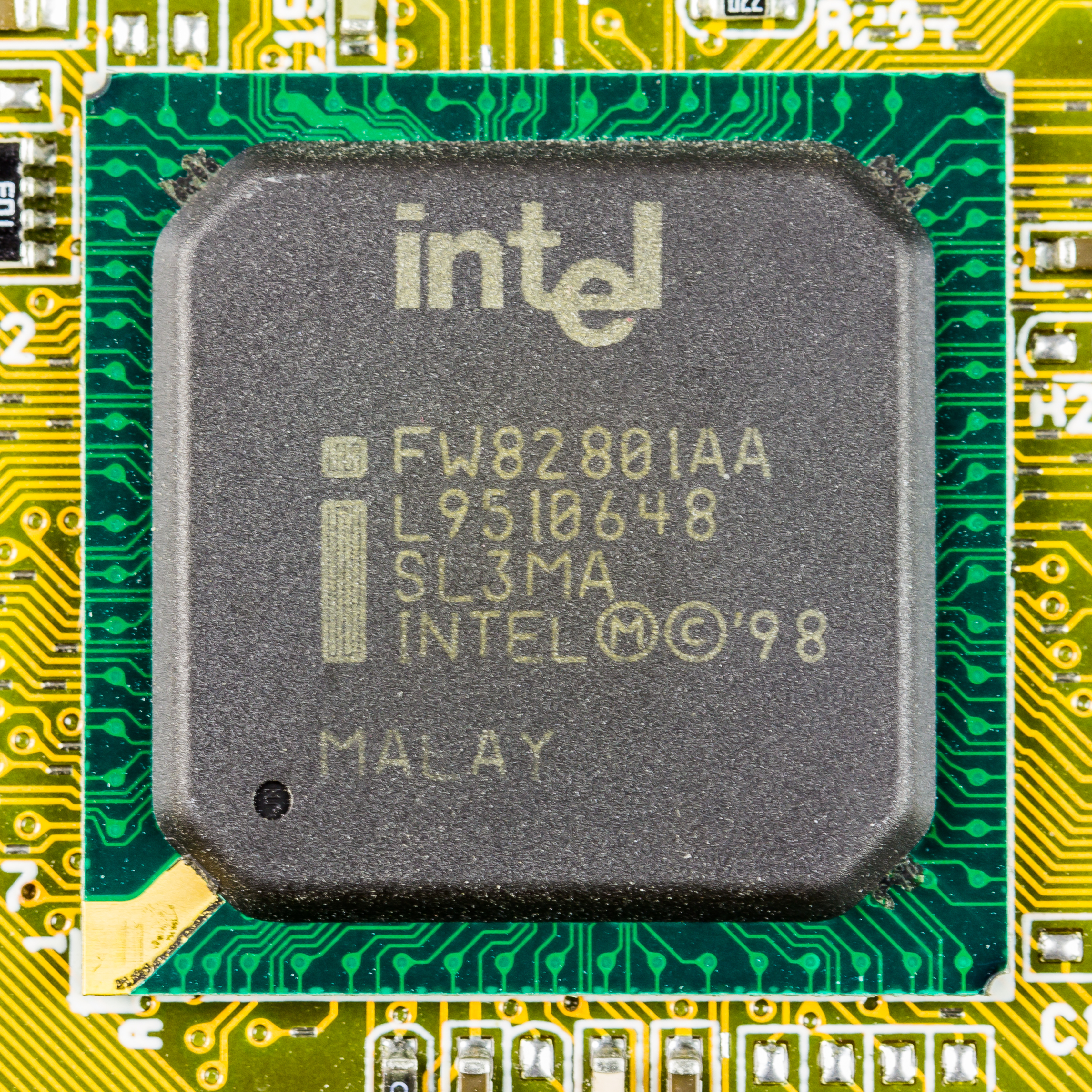
ICH - 82801AA

ICH의 최초 버전은 인텔 810 노스브리지와 함께 1999년 6월 출시되었다.
모델:
- 82801AA (ICH) - Ultra ATA/66 support, 6 PCI slots, Alert on LAN support
- 82801AB (ICH0) - Ultra ATA/33 support, 4 PCI slots, no Alert on LAN

## ICH2
모델:
- 82801BA (ICH2)

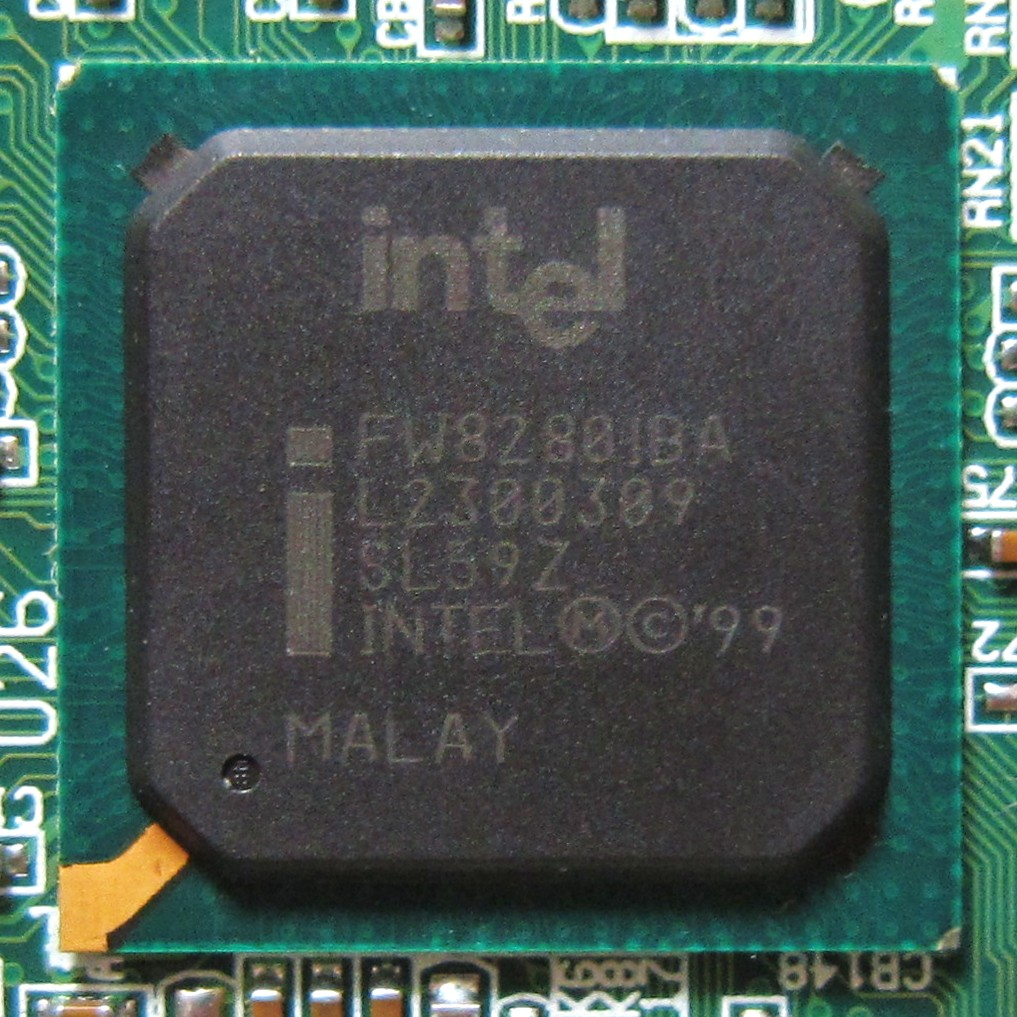
ICH2

- 82801BAM (ICH2-M) Mobile

## ICH3

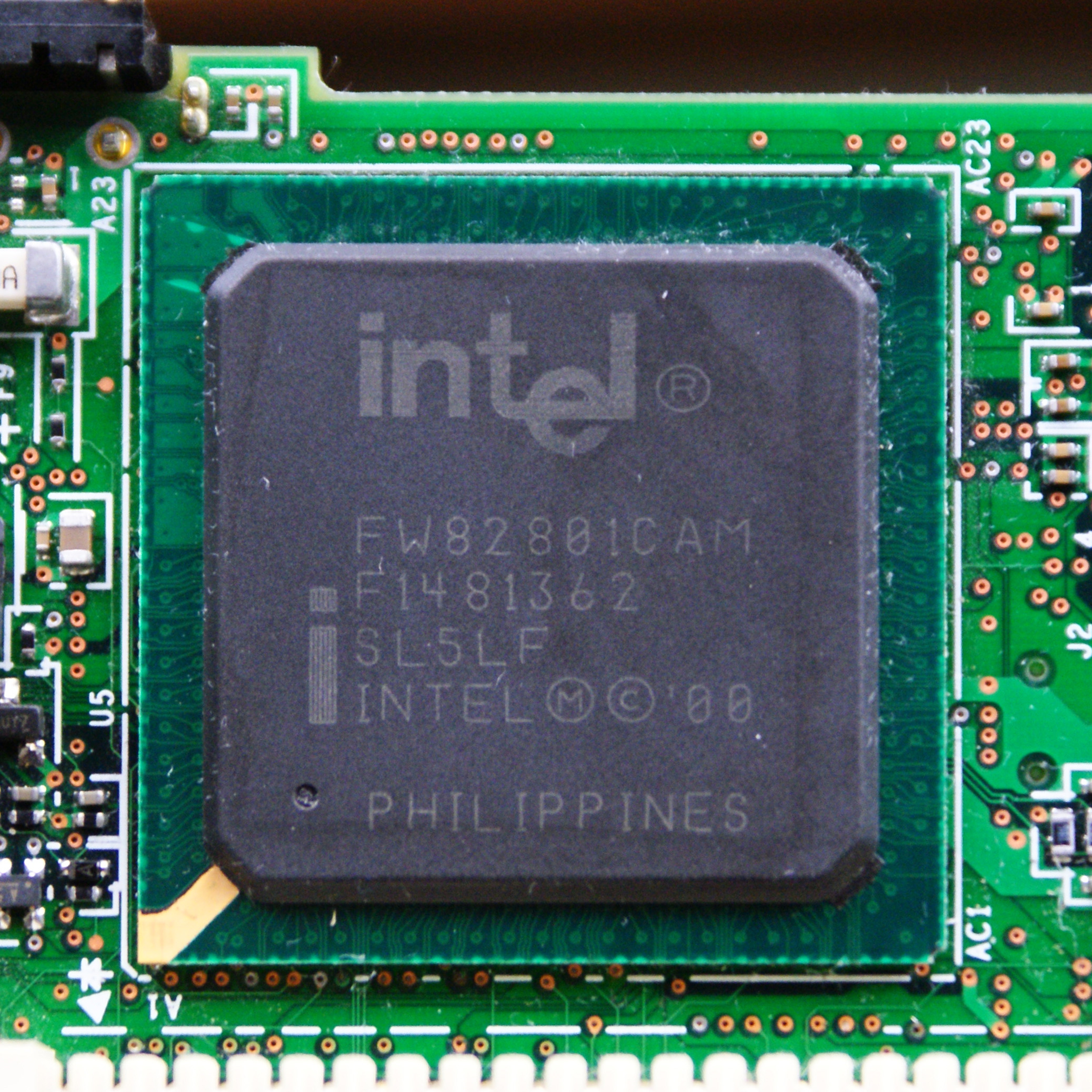
ICH3-M

모델:
- 82801CA (ICH3-S) Server
- 82801CAM (ICH3-M) Mobile

## ICH4

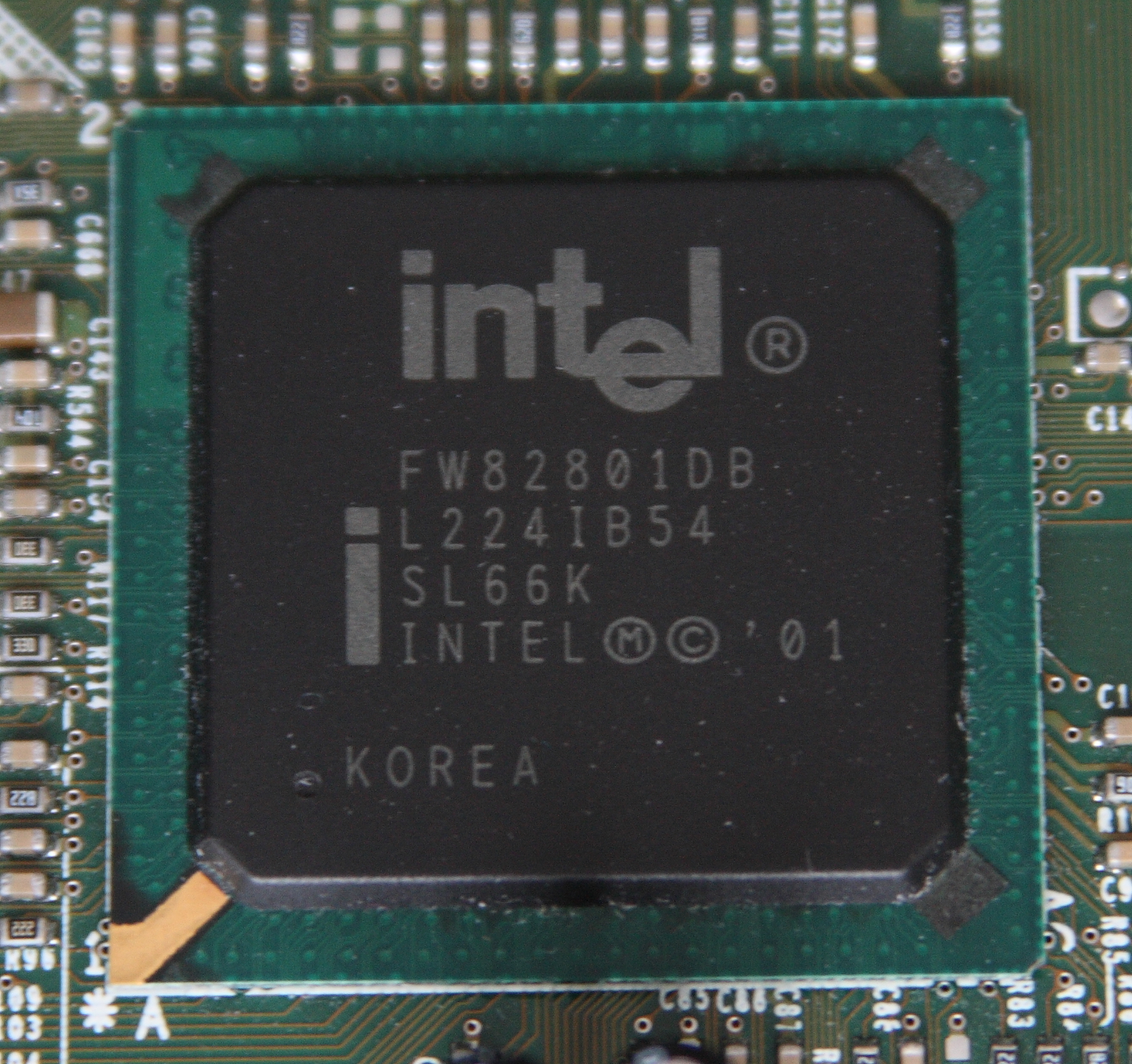
ICH4

모델:
- 82801DB (ICH4) Base
- 82801DBM (ICH4-M) Base Mobile

## ICH5
모델:

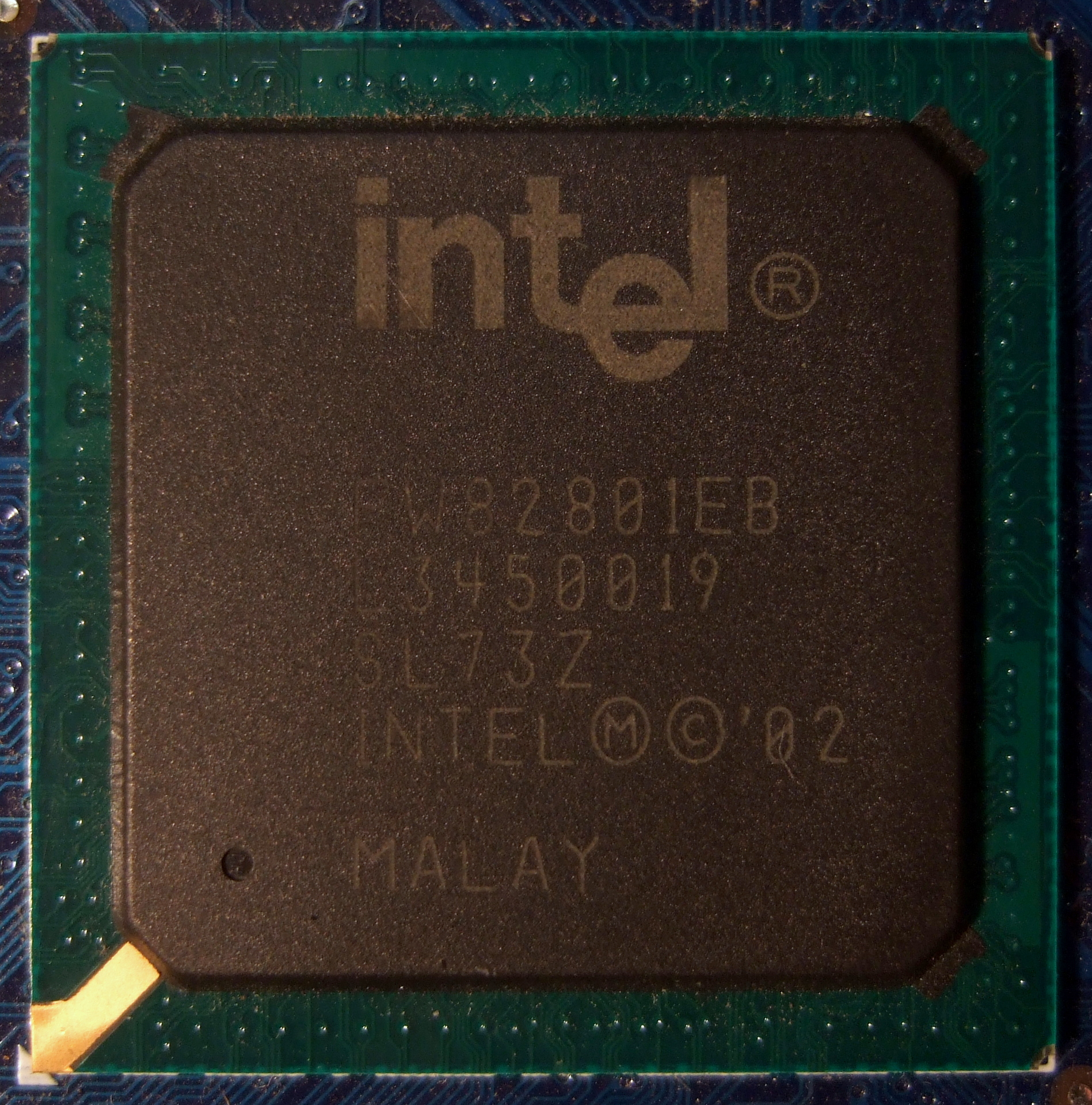
ICH5

- 82801E (C-ICH) Communications
- 82801EB (ICH5) Base
- 82801ER (ICH5R) RAID
- 82801EBM (ICH5-M) Base Mobile
- 6300ESB (ESB) Enterprise Southbridge

## ICH6

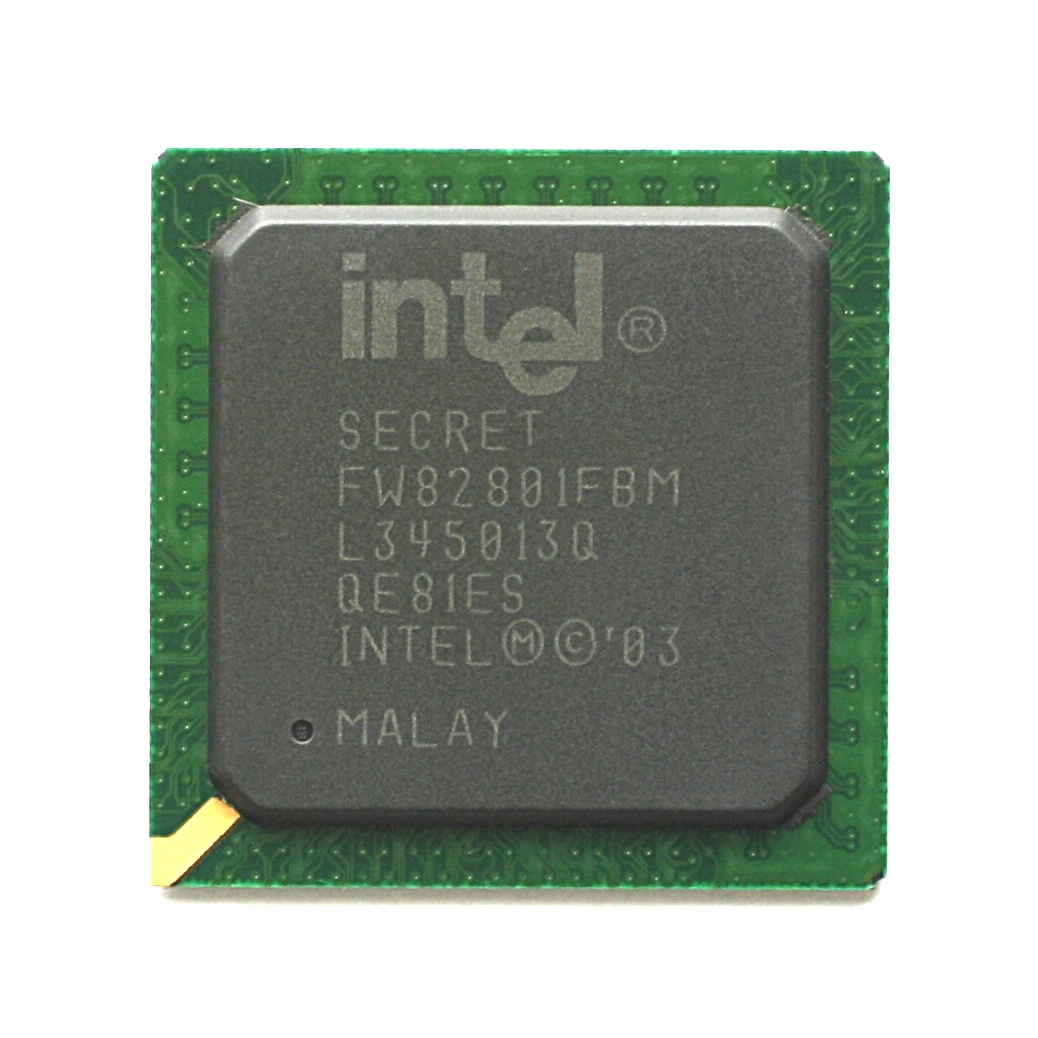
ICH6M

모델:
- 82801FB (ICH6) Base
- 82801FR (ICH6R) RAID
- 82801FBM (ICH6M) Base Mobile
- 6311ESB (ESB2) Enterprise Southbridge
- 6321ESB (ESB2) Enterprise Southbridge with integrated LAN for embedded

## ICH7

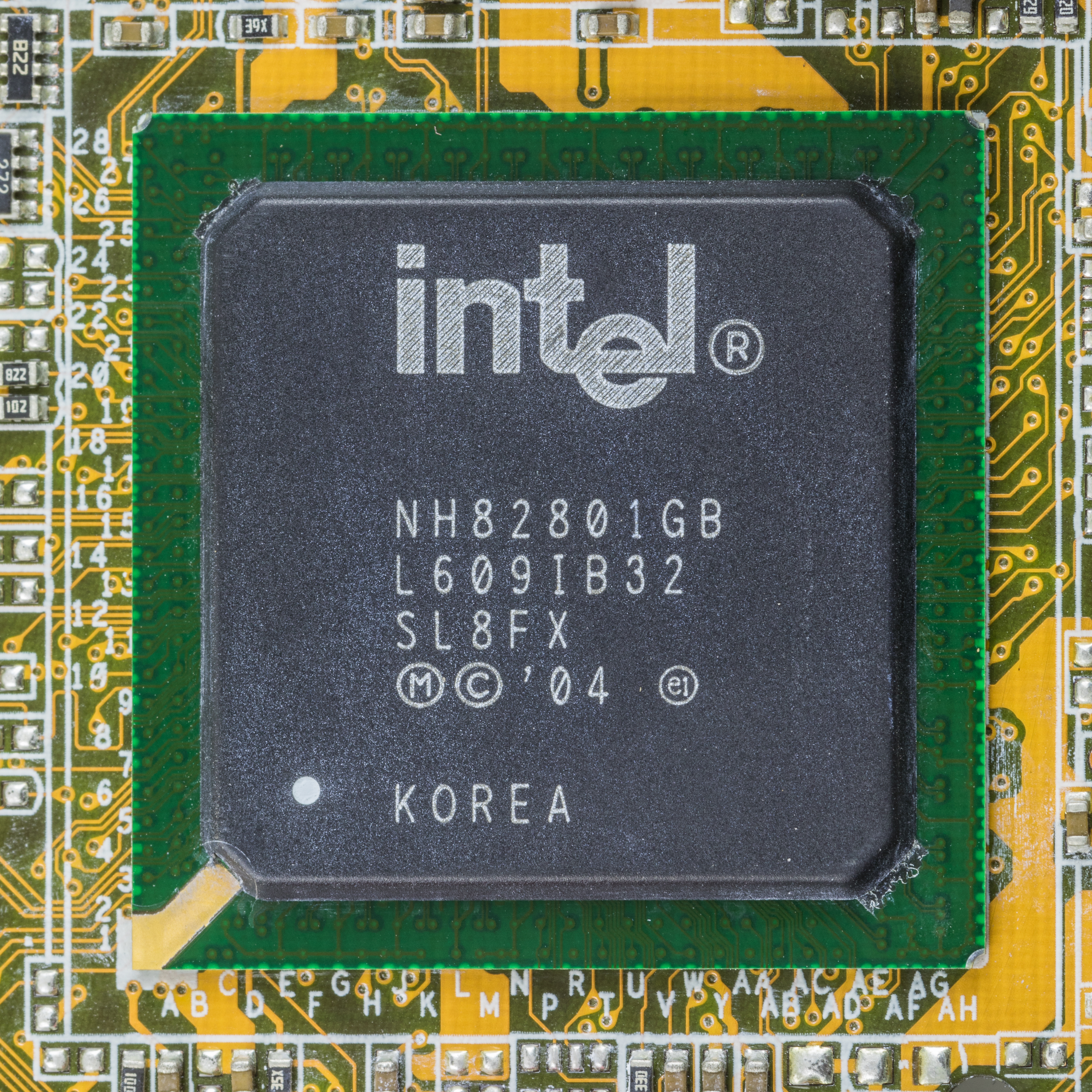
NH82801GB - ICH7 Base

모델:
- 82801GB (ICH7) Base
- 82801GR (ICH7R) RAID
- 82801GDH (ICH7DH) Digital Home
- 82801GBM (ICH7M) Mobile
- 82801GHM (ICH7M DH) Mobile Digital Home
- PC82801GU (ICH7-U) Ultra-mobile

## ICH8

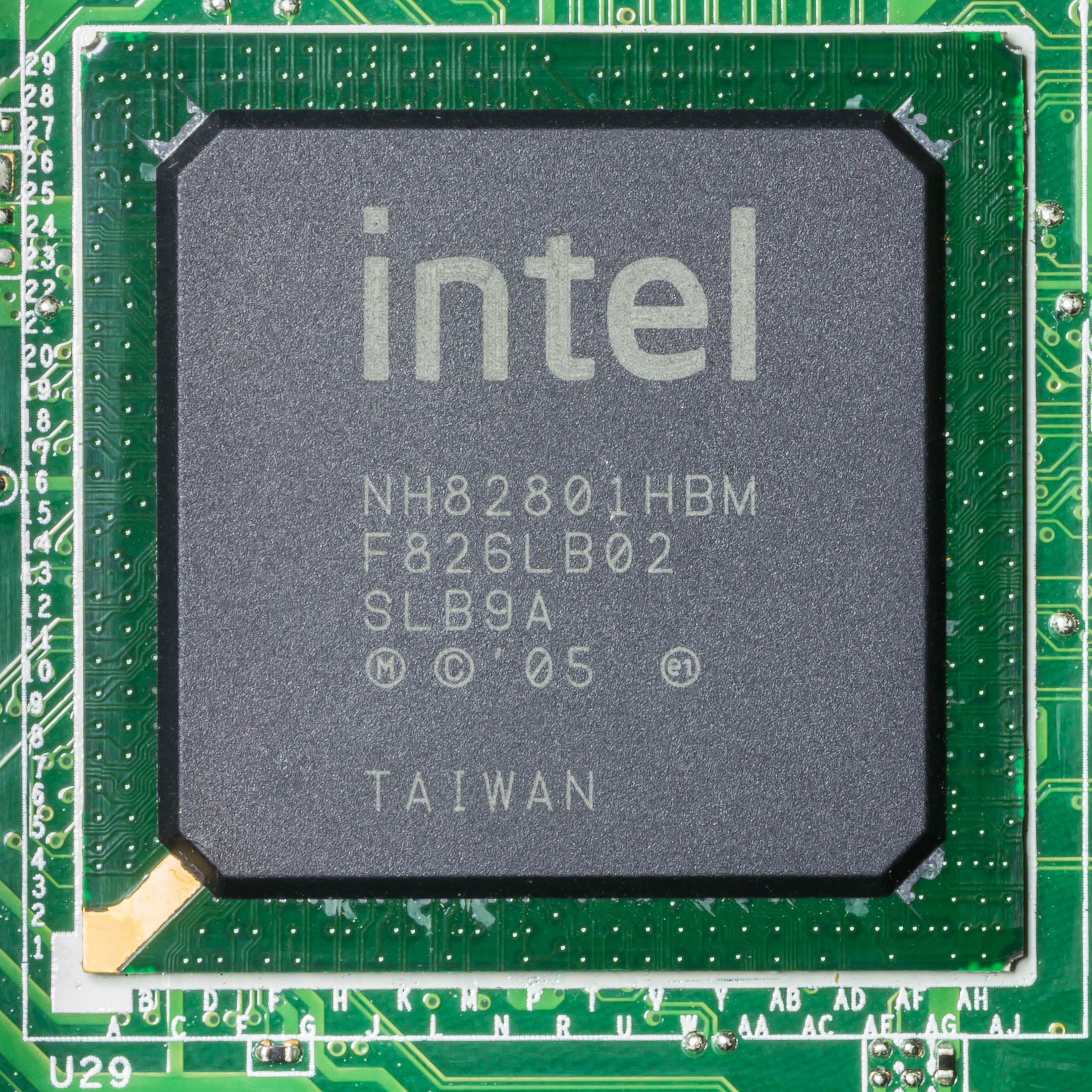
82801HBM

모델:
- 82801HB (ICH8) Base
- 82801HR (ICH8R) RAID
- 82801HH (ICH8DH) Digital Home
- 82801HO (ICH8DO) Digital Office
- 82801HM (ICH8M) Mobile
- 82801HBM (ICH8BM) Base Mobile
- 82801HEM (ICH8EM) Enhanced Mobile

## ICH9

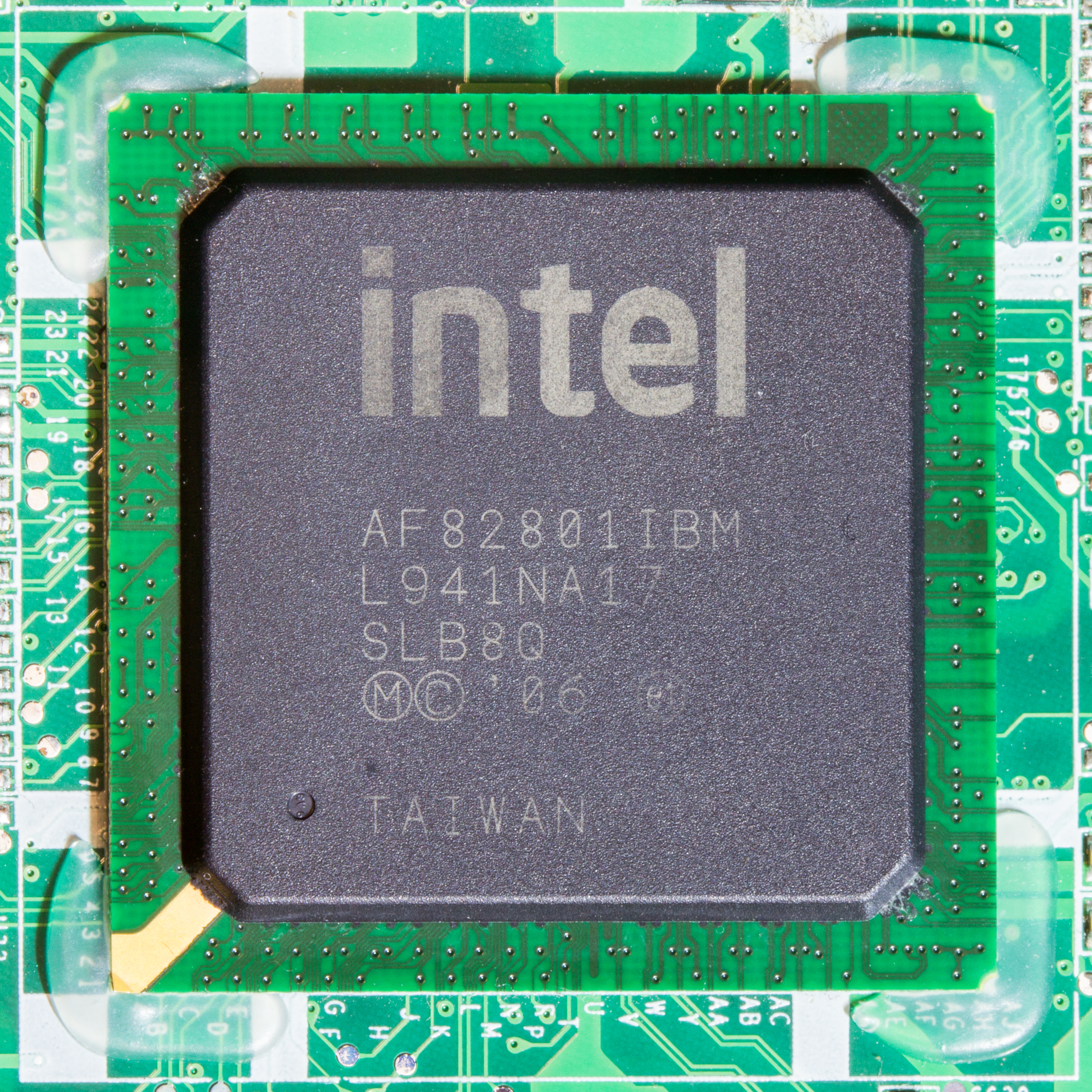
82801IBM

모델:
- 82801IB (ICH9) Base officially has neither AHCI or RAID support, but with a simple BIOS mod can add support for AHCI.[1]
- 82801IR (ICH9R) RAID with AHCI and RAID Support
- 82801IH (ICH9DH) Digital Home with AHCI and no RAID Support
- 82801IO (ICH9DO) Digital Office with AHCI and RAID Support
- 82801IBM (ICH9M) Base Mobile
- 82801IEM (ICH9EM) Enhanced Mobile
- 82801IUX (ICH9M-SFF) Ultra Mobile

## ICH10
모델:
- 82801JB (ICH10) Base
- 82801JR (ICH10R) RAID
- 82801JH (ICH10D) Digital Home
- 82801JO (ICH10DO) Digital Office

## 같이 보기
- 인텔 칩셋 목록
- 플랫폼 컨트롤러 허브 (PCH)
- 시스템 컨트롤러 허브 (SCH)
- PCI IDE ISA Xcelerator (PIIX)
- 노스브리지
- 사우스브리지